# Joëlle Tuerlinckx
Joëlle Tuerlinckx, née en 1958 à Bruxelles où elle vit et travaille, est une artiste belge.

## Biographie
Le travail de Tuerlinckx combine le ready-made, le collage, le film, la vidéo et les installations artistiques. Sa carrière internationale a débuté en 1994. Elle a participé à d'importantes expositions collectives et individuelles internationales.
Parmi ses expositions, « Pas d'histoire, pas d'histoire » a lieu au Centre d'art contemporain Witte de With à Rotterdam, « Inside the Visible » à l'Institute of Contemporary Arts de Boston, au National Museum of Women in the Arts de Washington, à la Whitechapel Gallery à Londres et à l'Art Gallery of Western Australia à Perth en 1996/97, « Lost in Space » en 1997 au KKL de Lucerne, « Manifesta 3 » à Ljubljana en 2000, « Orbis Terrarum » à Anvers, au Drawing Center en 2006 à New York et « World[K] in Progress » à Haus der Kunst à Munich en 2013,,. En 1999, elle a eu deux expositions individuelles en Belgique. Un au Musée municipal d'art actuel de Gand sous le titre Ce livre, comme un livre, Exposition, puis a voyagé sous le sous-titre 2e version au FRAC Champagne-Ardenne à Reims. « Nouveaux Projets D.D. - Nouveaux Projets D.D. » était le titre de son autre exposition personnelle au Musée Dhondt-Dhaenens à Deurle.
Tuerlinckx était représentée par la galerie Stella Lohaus à Anvers et la Galerie Nagel Draxler à Berlin, Cologne et Munich.

## Distinctions
- 2018 : Doctorat honoris causa de l'université de Hasselt[8]

## Expositions

### Expositions en solo
- 1991 : « 27 mai 1991 », Espace d'art contemporain, Lausanne
- 1994 : « Pas d’histoire, pas d’histoire », novembre-décembre, Centre d'art contemporain Witte De With, Rotterdam
- 1995 : « A-exposition », dans le Time-Festival, Opus Operandi, Gand
- 1996 :
  - « Joëlle Tuerlinckx – Gottfried Hundsbichler », Salzburger Kunstverein, Salzbourg
  - Walking and Thinking and Walking in « NowHere », Louisiana Museet, Humlebæk
- 1996-1997 : « Ik zie wat jij niet ziet (Inside the Visible: Alternative views of 20th century art through women’s eyes) », Kanaal Art Foundation, Courtrai
- 1997 :
  - Dag en Nacht. Museum Open 24/24, Provinciaal Centrum voor Beeldende Kunst, Hasselt
  - Lost in Space, KKL, février-mars, Lucerne[9]
- 1999 :
  - This book, like a book, janvier-février, SMAK, Gand
  - This book, like a book, FRAC, Reims
  - Nieuwe Projecten D.D. - Nouveaux Projets D.D., Museum Dhondt-Dhaenens, 1999, Deurle
- 2000 : Audio and Visuals days journal de jours, Centre d'art Argos, Bruxelles
- 2001 : A Stretched Museum Scale 1:1 (proposition for a stretched walk in a compact museum), Bonnefantenmuseum, Maastricht
- 2002 : In real Time, South London Gallery, Londres
- 2003 :
  - Chicago Studies: Les Étants Donnés, The Renaissance Society, Chicago
  - _stat.ic, the TENT (nl), Rotterdam
- 2004 : Bild, oder´ (mit dem fuss in der realität) (avec Willem Oorebeek) Badischer Kunstverein (de), Karlsruhe
- 2005 :
  - No´W´ (no Rest. no Room. no Things. no Title), The Power Plant Contemporary Art Gallery, Toronto
  - Le visiteur parfait, Ausstellungshalle Münster (de), Munster
- 2006 :
  - Les Films eux-mêmes : Joëlle Tuerlinckx par Willem Oorebeek, Argos, Bruxelles
  - After architecture, after, deSingel, Anvers
  - Drawing Inventory, Drawing Center, New York
- 2007 :
  - 64 Expositions-Minute[10], MAMCO, Genève
  - One printed page nr. 2: Joëlle Tuerlinckx, MoMA-editions, New York
- 2008 :
  - Een, Twee, Veel singles, doubles and multiples under glas and vitrines, Fries Museum, Leeuwarden
  - Art Premiere, projet spécial réalisé avec Angel Vergara, Stella Lohaus Gallery, Art Basel, Bâle
  - Night Cabin, Karlsplatz, Vienne
  - Un coup de dés, Fiondation Generali, Vienne
  - Le Présent absolument, Galerie nächst St.Stephan Rosemarie Schwarzwälder, Vienne
- 2009 : Crystal Times – Reflexiones sin sol / Proyecciones sin objetos, Reina Sofia, Palacio de Cristal, Madrid
- 2010 : Congé annuel/Jaarlijks Verlof, Stella Lohaus Gallery, Anvers
- 2011 :
  - Musée de la Mémoire-®Propriété universelle, Cransac
  - Geologie einer Arbeit. New and Old Paper-Assemblage in einer Kurzen Orangen Retrospektive, Galerie Christian Nagel, Berlin
  - Ernst Caramelle // Joëlle Tuerlinckx nächst, Cathédrale Saint-Étienne de Vienne
- 2012 :
  - Amicale succursale : Prolongation, around Wor((l)d)(k)in progress? de Joëlle Tuerlinckx et avec Orla Barry, Robert Devriendt, Laurent Dupont, Christoph Fink, Gabriel Kuri, Willem Oorebeek, Guillaume Bijl, Emmanuelle Quertain en collaboration avec Agata Jastrząbek
  - Wor(ld)k in Progress?[11], Wiels Contemporary Art Centre, Bruxelles
  - The Working Palace presents The Human Theater – Acte La scène primitive , Art Basel Art Unlimited, Bâle
- 2013 : Wor(ld)k in Progress?'', Arnolfini – Centre for Contemporary Arts, Bristol / Haus der Kunst, Munich
- 2015 : 1/Museum (X Objets publiquement mis en scène)(X Objecten publiek getoond),  Galerie Nagel Draxler at Kunsthaus Lempertz (de), Bruxelles
- 2016 : Nothing for eternity, Kunstmuseum Basel | Gegenwart, Bâle
- 2017 :
  - The Constellation of Maybe, Centre International d’art et du Paysage-Ile de Vassivère, Beaumont-du-Lac[12]
  - Les Salons Paléolithiques, Galerie nächst St. Stephan Rosemarie Schwarzwälder, Vienne
- 2018 :
  - Beacon, Dia Art Foundation, New York
  - For, LLS Paleis, Anvers[13]

### Expositions en groupe
- 1987 : Une architecture qui s'expose, Centre Georges Pompidou, Paris
- 1992 : Bouzid, Orlac, Tuerlinckx, Zagari, Centre Régional d´Art Contemporain Midi-Pyrénées, Toulouse
- 1989 : Fenêtres en vue, Musée d´art moderne, Liège
- 1993 :
  - Transfer, Abbaye Saint-Pierre de Gand, Gand / Palais des Beaux-Arts, Charleroi / Kunsthalle Recklinghausen
  - Transfer Bruxelles-Düsseldorf, Goethe Institut, Bruxelles
  - Antichambres, Société des Expositions du Palais des Beaux-Arts, Bruxelles
  - Kunst Auktion, Neuer Aachener Kunstverein, Aix-la-Chapelle
- 1994 :
  - Cel Crabeels, Johanna Roerburg, Andreas Sansoni, Joëlle Tuerlinckx, Ludwig Forum für internationale Kunst, Aix-la-Chapelle
  - Watt, Witte de With and Kunsthal, Rotterdam
- 1996 :
  - Gottfried Hundsbichler – Joëlle Tuerlinckx, Salzburger Kunstverein (en), Salzburg
  - Doppelbindung – Linke Maschen (organisée par Dirk Snauwaert), Kunstverein, Munich
  - NowHere, Musée d'Art moderne Louisiana, Humlebæk
  - Inside the Visible (organisée par Catherine de Zegher), ICA, Boston / Whitechapel Art Gallery, Londres / National Museum of Women in the Arts, Washington / The Art Gallery of Western Australia, Perth
- 1997 : Lost in Space (organisée par Moritz Küng), Kunstmuseum, Lucerne
- 1998 :
  - De kabinetten van de Vleeshal, Middelburg, (NL)
  - The Fascinating Faces of Flanders, Centro Cultural de Belèm, Lisbonne
- 1999 :
  - De Opening, SMAK, Gand
  - Trouble Spot. Painting (organisée par Narcisse Tordoir et Luc Tuymans), MuHKA, Anvers
  - Twee uur breed of twee uur lang, fascinerende facetten van Vlaanderen (organisée par Barbara Vanderlinden), KMSK, Anvers
- 2000 : Combi de la nuit à l'exposition Manifesta 3, juin-septembre, Ljubljana
- 2001 :
  - Habiter l’exposition, MAC, Marseille
  - Sous les ponts, le long de la rivière, Casino Luxembourg
- 2002 :
  - L'Herbier et le Nuage, MAC's, site du Grand Hornu
  - Subréel, MAC, Galeries contemporaines des Musées de Marseille, Marseille
  - Documeta 11 (organisée par Okwie Enwezor), Fridericianum Museum, Kassel
  - Sculpture/Triple base, Henry Moore Foundation (organisée par Joëlle Tuerlinckx, Tobias Rehberger et Keith Wilson), Leeds
  - Attachment+ (organisée par Kurt Vanbelleghem) (Bruges 2002, European Capital of Culture), Kunsthalle Lophem
- 2003 :
  - Once Upon a Time… A look at art in Belgium in the Nineties, MuHKA, Anvers
  - Gelijk het leven is (tout comme la vie est), S.M.A.K. – Musée municipal d'art actuel, Gand
  - Apparitions, Musée des Beaux-Arts, Tourcoing
  - stat.ic, (organisée par Edwin Carels - dans le cadre festival international du film), TENT Rotterdam (nl), Rotterdam
- 2004 :
  - Entropy: Sometimes making Something leads to Nothing (curated by Moritz Küng), Galerie Museum, Bolzano.
  - Chasm ´night cabin´, Busan Biennale 2004, Busan.
  - Amicalement vôtre, Musée des beaux-arts, Tourcoing, Lille 2004
  - Densité ± 0, École nationale supérieure des beaux-arts, Paris / Fri-Art, Fribourg
- 2005 :
  - Kunstlicht (curated by Gregor Janssen), Museum of Contemporary Art, Karlsruhe
  - Visionair België / Belgique Visionnaire (curated by Harald Szeemann), BOZAR, Bruxelles
  - Cantos (curated by Michel Assenmaker), Casino Luxembourg
- 2006 :
  - The Secret Theory Of Drawing (curated by Caoihmin Mac Giolla Léith), The Drawing Room, Londres
  - Gegenstände, Badischer Kunstverein, Karlsruhe
  - Academy. Learning from Art (curated by Angelika Nollert), MuHKA, Anvers
  - Nichts, nothing, nada, rien (curated by Martina Weinhart), Schirn Kunsthalle, Francfort
- 2007 :
  - Over het licht in de schilderkunst Gemeentemuseum Den Haag, Den Haag
  - Let Everything Be Temporary, or When is the Exhibition, (curated by Elena Filipovic), apexart, New York
  - The Secret Theory Of Drawing, (curated by Caoihmin Mac Giolla Léith), Model Arts and Niland Gallery, Sligo
  - Die Geschichte Wiederholt Sich Nicht!, Bielefelder Kunstverein, Bielefeld
- 2008 :
  - Un coup de dés (curated by Sabine Folie), Generali Foundation, Vienna
  - Monolyth, Once or many (by Willem Oorebeek), Culturgest, Lisbonne
- 2009 :
  - Quiet Revolution (curated by Chris Fite-Wassilak), Harris Museum and Art Gallery, Preston, Lancashire / Djanogly Art Gallery, Nottingham
  - The State of Things (curated by Ai Weiwei en Luc Tuymans), BOZAR, Bruxelles / National Art Museum of China, Pékin
  - A Story of the Image, Visual Art as Visual Culture (initiated by Singant and organised by MuHKA, KMSKA and City of Anvers), Shangai Art Museum, Shanghai / National Museum of Singapore, Singapour
  - Al het vaststaande verdampt/All that is solid melts into Air: Het werk (curated by Bart De Baere), Stadsvisioenen, Cultureel Stadsproject, Malines
  - Retracing Exhibitions (curated by Florence Ostende and Kari Conte), Royal College of Art Galleries, Londres
  - UN-SCR-1325 (organised by Geukens & De Vil Contemporary Art), Chelsea Art Museum, New York
- 2010 :
  - Manières Noires, Musée des Beaux-Arts, Mons
  - La chambre de l’éloge: Marcel Broodthaers und heute, Kunstverein und Kunsthalle Düsseldorf, Dusseldorf
  - On Line: Drawing Through the Twentieth Century, Museum of Modern Art, New York
  - The Invisible Colour, Bonnefantenmuseum, Maastricht
  - Von realer Gegenwart – Marcel Broodthaers heute, Kunsthalle Düsseldorf, Düsseldorf / Inside Installations. Presentation Collection S.M.A.K., S.M.A.K. – Stedelijk Museum voor Actuele Kunst Gent, Gand
  - Gagarin the Artists in their Own Words – The first Decade, S.M.A.K, Stedelijk Museum voor Actuele Kunst Gent, Gand
  - Body Speech: Joëlle Tuerlinckx, Ann Veronica Janssens, Ann-Theresa de Keersmaeker, Shangai World Expo, Shanghai
  - 2 ½ Dimensional: Film Feturing Architecture (curated by Moritz Küng), deSingel, Anvers / Wiels, Center for Contemporary Art, Bruxelles2
- 2011 :
  - Body Speech, part 2, Art Museum of China Central Academy of Fine Arts, Pékin
  - The Sound of Dowloading Makes Me Want to Upload, Sprengel Museum, Hanovre.
  - Die fünfte Säule, Secession, Wien
  - Radical Autonomy. Nieuwe werelden van niks, Netwerk / Centrum voor Hedendaagse Kunst, Aalst
  - Tussenruimt. Het onzichtbare zichtbaar maken, Roger Raveel Museum, Machelen-Zulte
  - Von Dort aus – Nieuwe kubst uit België / Art nouveau de la Belgique II, Galerie Christian Nagel, Cologne
  - UnExibit, Generali Foundation, Vienne
- 2012 :
  - Images and Words: Since Magritte Era, Wuhan Art Museum, Wuhan, Hubei, China; travels to NAMOC The National Art Museum of China, Beijing, China.
  - Predicting Memories, Vienna Art Week, Ehemaliges K. K. Telegrafenamt, Vienna.
  - Locus Solus Domesticus, A.VE.NU.DE.JET.TE Institu de Carton, Bruxelles.
  - Dimensions variables, IAC Institut d’art contemporain, Villeurbanne.
  - Wanderlust: A Never Ending Journey to the Other Side of the Hill, Artsonje Center, Seoul.
  - Tumulus, Motinternational, Bruxelles.
  - Frecher – voor Bernd, Loods12 vrijplaats voor actuele kunst, Wetteren.
  - Vacanza permanente, Nicc New International Cultural Centre, Anvers.
  - SuperBodies 3rd Triennal of contemporary art, fashion and design (curated by Pieter T’Jonck), Z33, Hasselt.
- 2013 :
  - Muhkademie, Muhka, Anvers.
  - Upside Down, Museum Cultuur Strombeek, Gent.
  - Fellbach Triennial of Small-scale Sculpture, Stadt Fellbach – Kulturamt, Fellbach.
  - Push pins in elastic space, Galerie Nelson-Freeman, Paris.
  - Adrian Piper, Joëlle Tuerlinckx, KIRWET, Elizabeth Dee Gallery, New-York.
  - some undisclosed points of remove, Chelsea College Art Library, Chelsea.
  - Wanderlust: A Never Ending Journey to the Other Side of the Hill, Chengdu Museum of Contemporary Art, Chengdu.
  - Time Space Poker Face, Be-part, Waregem.
  - Wanderlust: A Never Ending Journey to the Other Side of the Hill, Gwangju Art Museum, Gwangju.
- 2014 :
  - Master Mould And Copy Room, Cafa Museum of the Central Academy of Fine Arts, Beijing, China.
  - Revolver II, Part Two: Traverse, Matt’s Gallery, London, United Kingdom.
  - Manifesta 10, State Hermitage Museum, St. Petersburg, Russia.
  - We Fragment, Collect and Narrate. Mit Werken aus den Sammlungen des FRAC Nord – Pas de Calais und des Kunstmuseum Thun, Kunstmuseum Thun, Thun, Switzerland.
- 2015 :
  - The Importance of Being. Contemporary art from Belgium in Latin-America, Museo Nacional de Bellas Artes, Havanna, Cuba (13.02.15–26.04.15), Museo de Arte Contemporáneo, Buenos Aires, Argentina (04.07.15–12.09.15), Museu de Arte Moderna, Rio de Janeiro, Brasil (02.12.15–14.02.16), Museum of Contemporary Art of São Paulo, São Paulo, Brasil.
  - Grand illusion(s), Simon Preston Gallery, New York, États-Unis.
  - Rock, Paper, Scissors: Drawn from the JoAnn Gonzalez Hickey Collection, Richard C. von Hess Foundation Works on Paper Gallery, Historic Landmark Building Pennsylvania Academy of The Fine Arts, Philadelphia, PA (curator Agata Jastrzabek)
  - Le souffleur. Schürmann trifft Ludwig, Ludwig Forum, Aachen, Germany.
  - In/Visible. À la recherche du chef-d’œuvre invisible. Regard sur la collection du FRAC Lorrain, Metz, ikob, Eupen, Belgium.
  - A line is a line is a line, Cultuurcentrum Strombeek Grimbergen, Strombeek-Bever, Belgium.
  - Réalités Filantes, Biennale de Lubumbashi, Congo
  - A Republic of Art. French Regional Collections of Contemporary Art, Van Abbemuseum, Eindhoven, The Netherlands
  - The Importance of Being. Contemporary art from Belgium in Latin-America, Museo Nacional de Bellas Artes, Havanna, Cuba (13 février 2015 – 26 avril 2015) / Museo de Arte Contemporáneo, Buenos Aires, Argentine (4 juillet 2015 – 12 septembre 2015) / Museu de Arte Moderna, Rio de Janeiro, Brasil (2 décembre 2015 – 14 février 2016) / Museo de Arte Contemporáneo de Oaxaca, Oaxaca, Mexico (14 février 2016 – 4 avril 2016) / Museu de Arte Contemporânea da Universidade de São Paulo, São Paulo, Brasil
- 2016 :
  - …und eine welt noch / …and yet one more world , Kunsthaus Hamburg, Germany.
  - Making Spaces. From the Collections, Museum der Moderne, Salzburg, Switzerland.
  - Wahlverwandtschaften, Blickle Raum Spiegelgasse, Vienna, Austria.
  - Räume schaffen. Aus den Sammlungen / Making Spaces. From the Collections, Museum der Moderne, Salzburg, Austria.
  - Le langage des fleurs et des choses muettes, Galerie Albert Baronian, Bruxelles, Belgium.
  - The Importance of Being… Contemporary art from Belgium in Latin-America (curated by Sara Alonso Gómez, directed by Bruno Devos), Museum of Contemporary Art of São Paulo, São Paulo
  - This Outsideness, Galerie Art & Essai, Université Rennes 2, Rennes
- 2017 :
  - On Site / Fiac 2017, Petit Palais, Paris,
  - Skulpturen Projekte, Münster
  - Skulpturenmuseum Glaskasten, Marl
- 2018 :
  - Straub/Huillet/Cézanne. Seelen malt man nicht, Temporary Gallery, Cologne
  - Its interior / And a facade. Von den Architekturen des Badischen Kunstvereins, Badischer Kunstverein, Karlsruhe / LLS Paleis, Anvers
- 2019 :
  - Ria Pacquée. They are looking at us, we are looking at them, Middelheim Museum, Anvers
  - Apropos Papier: Willem Ooebeek, Joëlle Tuerlinckx, Heimo Zobernig, Leopold-Hoesch-Museum, Düren (7 avril – 7 juillet 2019)

#### Interviews (extraits)
- Joëlle Tuerlinckx, l´apparition, l´inhabitable, l´obstacle, Jean-Michel Botquin in: La Réponse imprévue, avril 1995. Pag. 4
- Cà n'arrête pas de commencer, Patrick Bouglet et Denis-Laurent Bouyer in: Sans Titre, février-mars-avril 2001.
- Nom d’une pipe ! Génèse d’un exposé, doublée de la génèse d’une exposition, Hans Theys in: Small Stuff, 1999, p. 272-278
- Entretiens sur l'Art, interview par Anne Bonnin sur France Culture, 6 décembre 2018 (lire en ligne).

#### Presse
- Roger Pierre Turine, « Carnets de voyage sous label ´Transfer´ », La Libre Belgique,‎ 17 novembre 1993.
- Catherine Mayeur, Pas d’histoire, pas d’histoire, in: La Réponse Imprévue, février 1995
- Le Fonds Régional d' Art Contemporain, in : VRI, no 158, avril 1999, p. 52-53
- Denis-Laurent Bouyer, Jouer du sens de linsignifiant, in : Sans titre no 45, avril 1999.
- B.S., Expositions: Joëlle Tuerlinckx, in : L'Express le magazine no 2494, avril 1999.
- Véronique Depiesse, Le Grand Œuvre: Antérieur-Postérieur de Joëlle Tuerlinckx, in: L´Art Même, Avril 2001.
- Claude Lorent, Art des nouveaux medias chez Argos, La Libre Belgique, 20 décembre 2006
- Colette Dubois, Argos: un nouveau lieu, une nouvelle directrice artistique et deux expositions-programme, Flux news, janvier-mars 2007, p. 4.
- Dirk Pültau, Learning from the Museum / Learning from Art, De Witte Raaf, janvier-février 2007
- Let everything be temporary, or when is the exhibition?, The New York Times, 16 février 2007
- Cécilla Bezzan, Joëlle Tuerlinckx au MAMCO Genève, L’art même, avril-juin 2007
- Henry Bounameaux, Bart de Baere, Contemporary Art In Belgium 2008, janvier 2008, p. 154-157